# Granatnik Vektor Y3
Vektor Y3 AGL (AGL Striker) – południowoafrykański granatnik automatyczny wytwarzany przez firmę Vektor, która należy do koncernu Denel.
Vektor Y3 jest bronią automatyczną, samoczynną. Automatyka broni działa na zasadzie długiego odrzutu lufy. Zasilanie z taśmy nabojami 40 × 53 mm. Broń za pośrednictwem kołyski może być zamocowana na podstawie M3 od wkm-u M2HB.